# Renate Niethammer
Renate Niethammer, geb. Kaiser, (* 13. März 1913 in Nordhausen, Provinz Sachsen; † 17. Januar 2017 in Willich, Nordrhein-Westfalen) war  eine deutsche Grafikerin und Malerin.

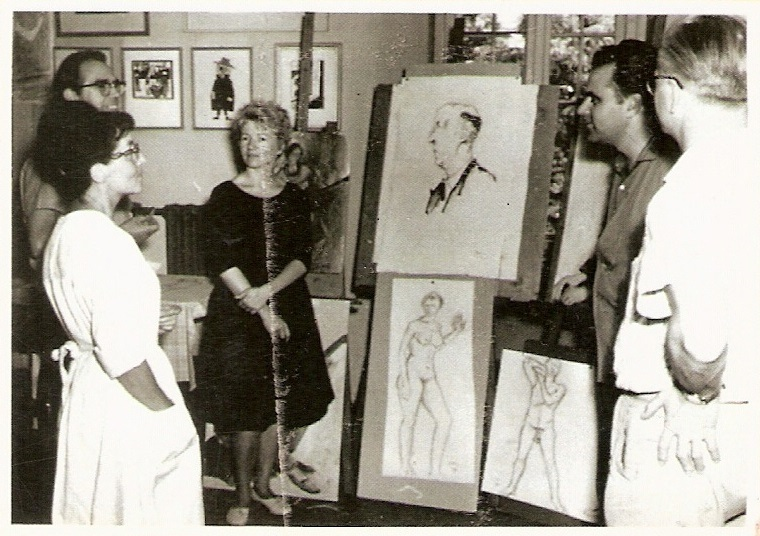
Renate Niethammer v.l., Ausstellungsgespräche (um 1964)

## Leben
Renate Niethammer ist die Tochter einer wohlhabenden Familie aus Nordhausen am Harz. Der Urgroßvater war Möbelfabrikant, der Großvater war Katasterdirektor, die Großmutter bemalte Tonvasen, der Vater betrieb eine Handelsgärtnerei. Die Ehe der Eltern wurde früh geschieden. Niethammer hat mehrere Geschwister. In ihrer Schulzeit war sie wegen häufiger Umzüge der wieder verheirateten Mutter zuerst in Jever/Ostfriesland. In großen Schulklassen mit bis zu 70 Kindern, z. T. aus Moorarbeiterfamilien, lernte Renate Niethammer früh die Armut kennen. Sie besuchte insgesamt vierzehn verschiedene Schulen, zuletzt das Oberlyzeum in Berlin-Friedenau. In der Unterprima (11. Klasse) gewann sie den 1. Preis der Stadt Berlin für ein Drama über das Frauenbild im Zeitablauf.

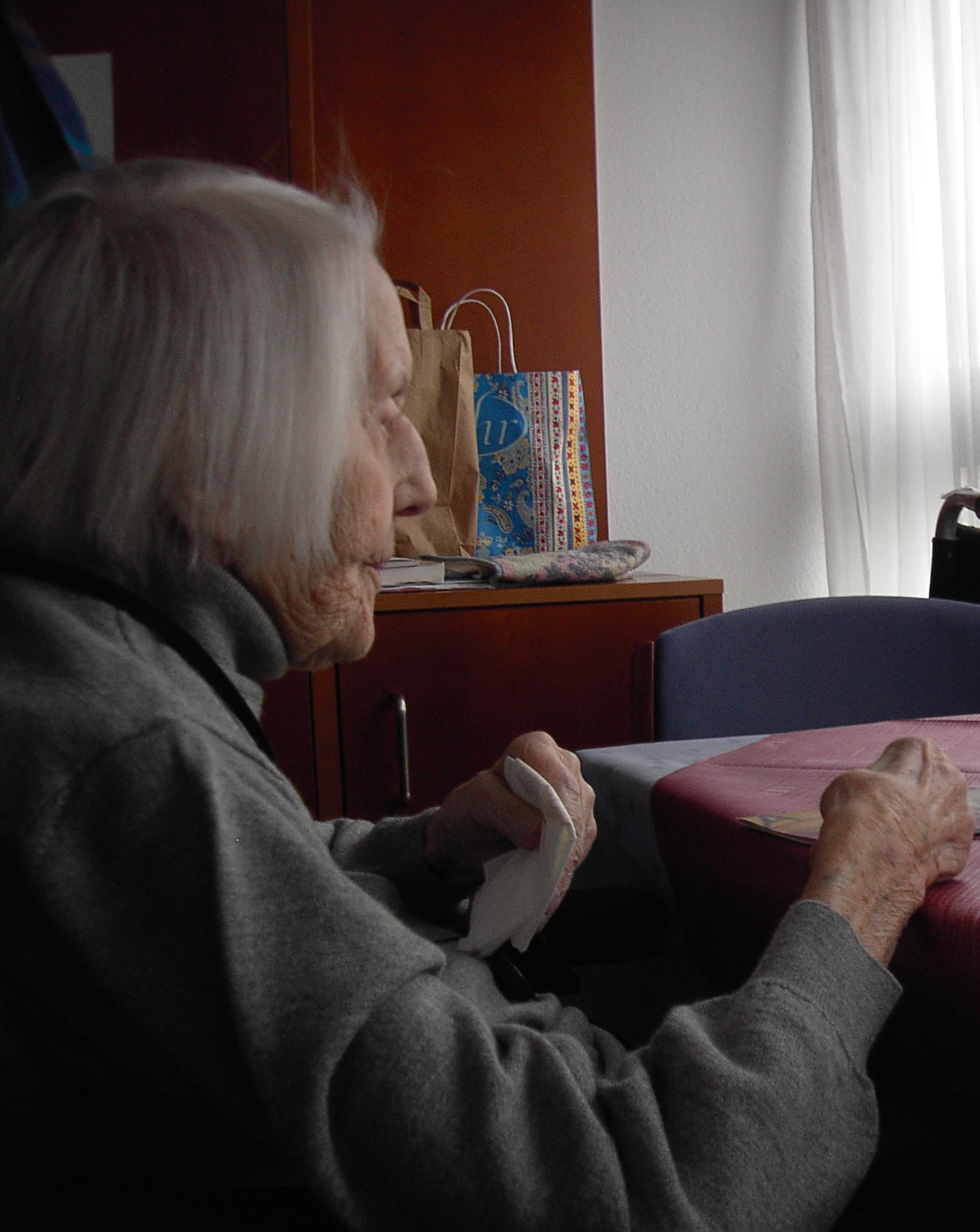
Renate Niethammer, 2013

Ihr malerisches Interesse wurde früh von ihrer Großmutter und ihrer Tante Paula, einer Diakonisse, geweckt. In Berlin erhielt sie mit 18 Jahren ihren ersten Malunterricht in der privaten Kunstschule von Else Marcks-Penzig (1887–1950), einer Schülerin von Emil Rudolf Weiß, bis 1933 Professor an der Berliner Kunstgewerbeschule.
1932 legte sie die Aufnahmeprüfung an der Vereinigten Staatsschulen für freie und angewandte Kunst in Berlin-Charlottenburg ab. Lehrer im Porträt- und Aktzeichnen war insbesondere Erich Wolfsfeld, der aufgrund seiner jüdischen Herkunft 1937 nach Palästina emigrieren musste. Daraufhin bekam die Klasse mit Renate Niethammer den neuen Lehrer Franz Eichhorst, der dem Nationalsozialismus treu ergeben war. Die Schüler boykottierten dessen Unterricht, was zur Auflösung der Klasse führte. Renate Niethammer wurde daraufhin dem Atelier von Ferdinand Spiegel zugewiesen, einem anderen Lehrer, der den NS-Ideen verpflichtet war. Es gelang ihr, in den grafischen Werkstätten von Horst Michel unterzutauchen.
1937 heiratete sie den Ingenieur für Flugzeugbau Friedrich Niethammer. In Folge der Geburt der Tochter 1938 in Leipzig litt sie an einer lebensgefährlichen Infektion (Kindbettfieber), die zur fast vollständigen Erblindung führte. Es folgte ein Jahr Aufenthalt in der Leipziger Universitätsklinik bis zur Genesung. Ihr Ehemann hielt sich beruflich in Prag auf, wohin sie ihm nach der Geburt des Sohnes 1942 in Augsburg folgte. Im Gefolge des Krieges kam ihr Ehemann 1944 ums Leben. Es gelang Renate Niethammer mit beiden Kindern die Flucht zurück nach Nordhausen. Dort erlebte sie nach einigen Tagen den Bombenhagel auf Nordhausen. Sie und die Kinder überlebten, andere Mitglieder ihrer Familie kamen darin um.
1946 gründete sie eine private Malschule im noch zerbombten Haus der Großeltern in Nordhausen. Insgesamt unterrichtete sie ca. 30 Schülerinnen und Schüler, darunter Ilse Spangenberg. Einige von ihnen führte sie systematisch zu Aufnahmeprüfungen an Fach- und Hochschulen, beispielsweise Burg Giebichenstein und die Hochschule für Architektur in Weimar. Der dort lehrende Hermann Henselmann anerkannte bei Studierenden die aus Nordhausen mitgebrachten Fähigkeiten. Eine Studentin erhielt vom Kulturbund den ersten Preis des Landes Thüringen für ihre in Nordhausen angefertigten Arbeiten. Niethammer zeigte ihre Werke in mehreren Ausstellungen. Ein lebensgroßes Bild „Junger Geiger“ wurde von der Stadt Nordhausen gekauft und dem städtischen Orchester übergeben. Weitere Auftragsbilder entstanden. 1948 wurde ihre Malschule von der sowjetischen Kommandantur geschlossen.
1948 bis 1950 absolvierte sie ein weiterführendes Studium, insbesondere der Wandmalerei, bei Hermann Kirchberger an der Hochschule für Baukunst und Bildende Künste Weimar Es entstand eine Auftragsarbeit in der Größe 8 × 5,5 m für das Weimarer Stadttheater zum Thema „Friedensgrenze“. Das Bild wurde mehrere Wochen im Weimarer Museum ausgestellt. 1953 arbeitete sie im Auftrag der Stadt Nordhausen als Leiterin eines Malzirkels für bildende Kunst. Das Einkommen daraus ermöglichte den Unterhalt der Familie.
1957 siedelte sie mit den Kindern nach Berlin über. Von dort aus kaufte sie ein Grundstück in Kolberg, wo sie dann bis zu ihrer altersbedingten Übersiedelung 2011 nach Nordrhein-Westfalen in die Nähe des Wohnsitzes ihres Sohnes lebte und arbeitete.
Niethammer bekam den Auftrag der evangelischen Kirche, ein Triptychon zu malen für die Dorfkirche Selchow bei Storkow, insgesamt 4,20 m lang mit ca. 50 Figuren. 1962 übernahm sie den Zirkel für bildnerisches Volksschaffen im Schwermaschinenbau in Wildau, zwei Zirkel des NVA-Nachrichtenregiments in Niederlehme, den Mal- und Zeichenzirkel als künstlerische Leiterin im Kulturhaus Interflug und im Kulturhaus Fernsehelektronik-Berlin. Weitere Auftragsarbeit war ein 2 × 3,70 m großes Tafelbild mit den Porträts der besten Arbeiter des Binnenhafens in Königs Wusterhausen.

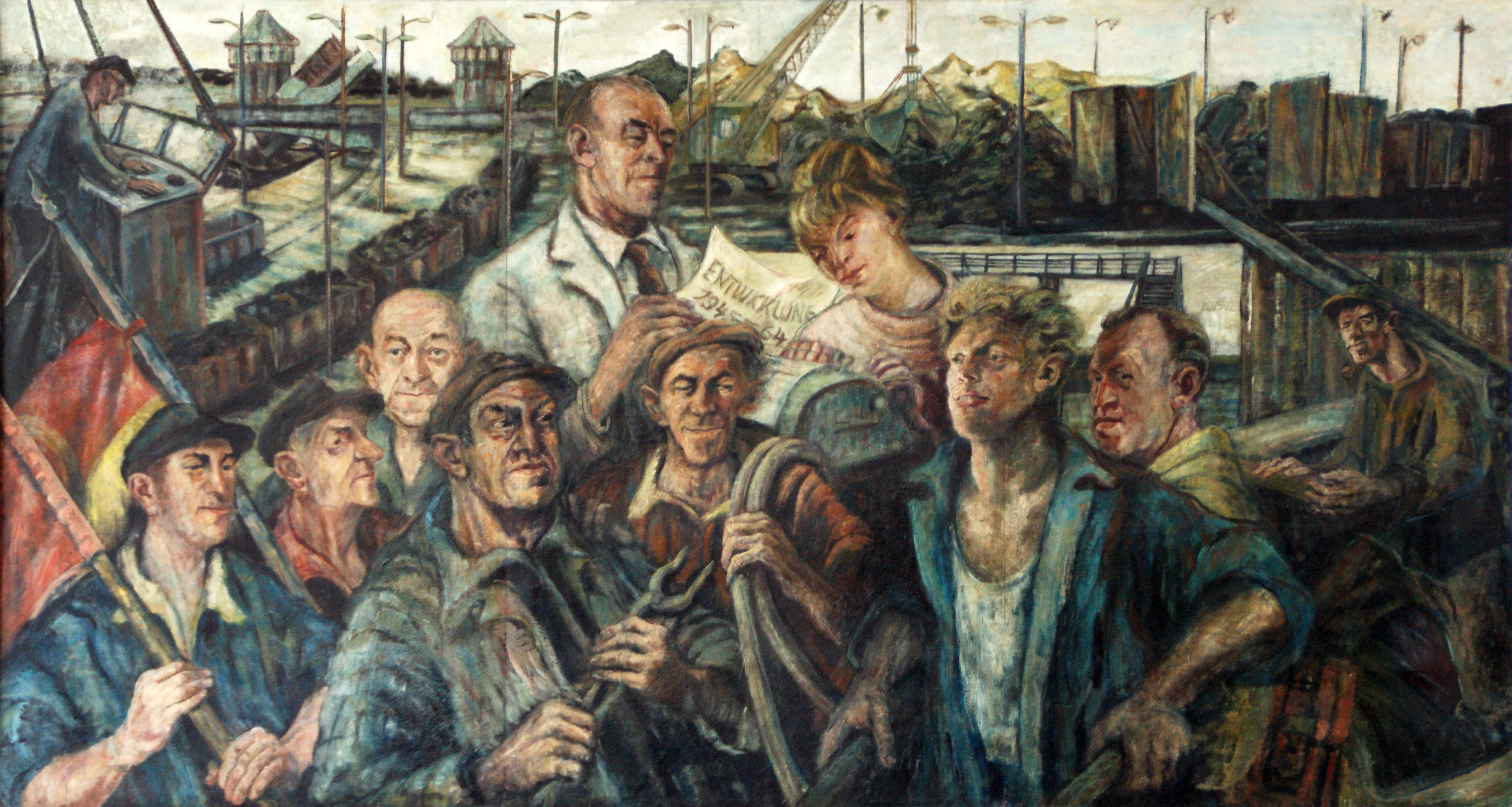
Hafenbild Königs Wusterhausen, Öl, ca. 1962

Renate Niethammer war bis 1990 Mitglied des Verbands Bildender Künstler der DDR und ab 1995 der GEDOK – Brandenburg in Rangsdorf.

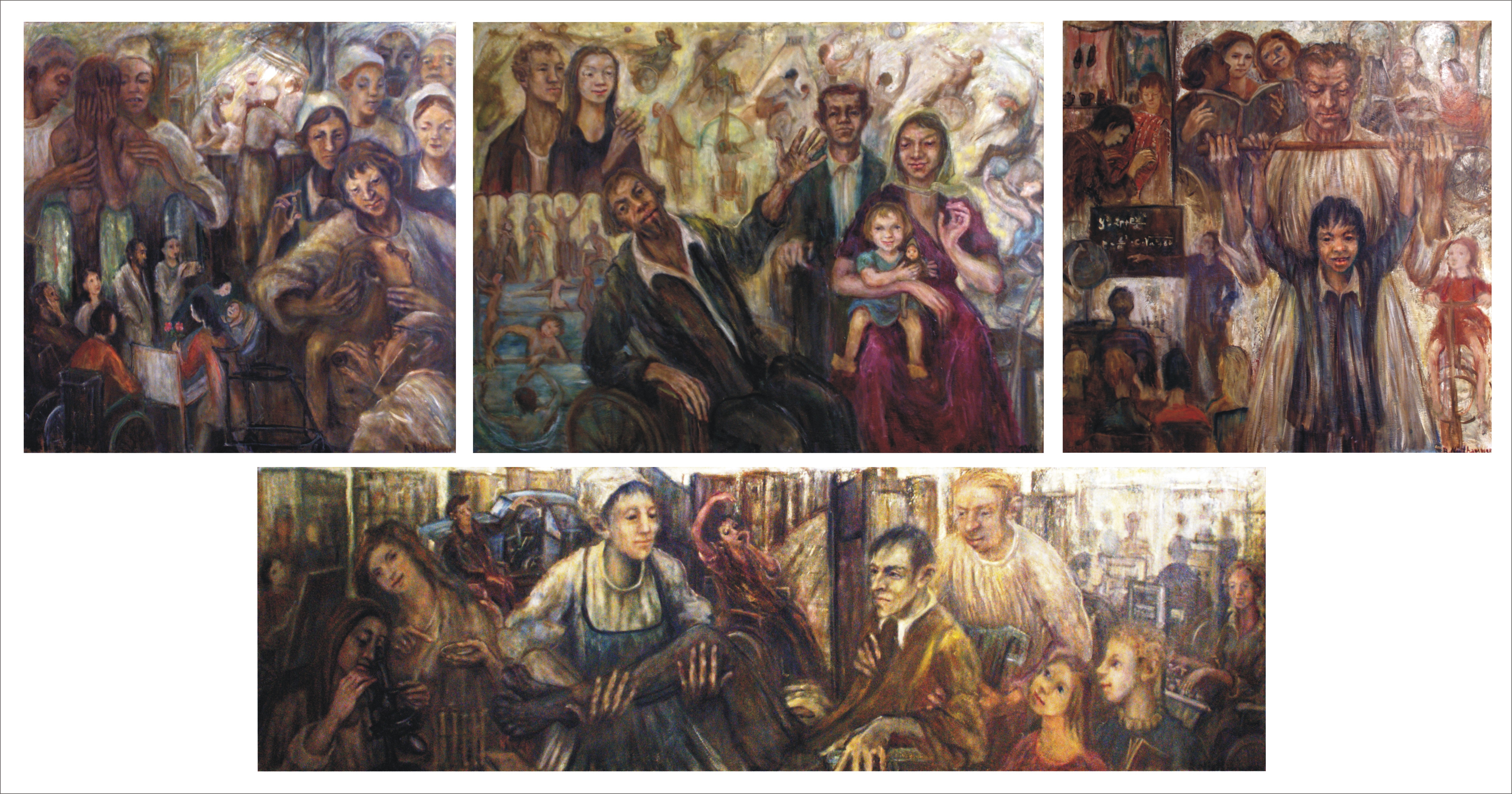
Rehabilitation, Öl, 1978, vierteilig

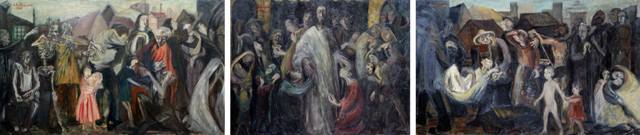
Triptychon Kommet her zu mir in Ev. Dorfkirche zu Selchow, Öl, 1965

Bis 2011 war ihr Wohnsitz in Kolberg in Brandenburg. Es entstand hier insbesondere Malerei in Öl, Aquarell, Kohle und Kreide. Motive sind immer wiederkehrend Menschen; Männer-, Frauen- und Kinderporträts, Arbeiter, Politiker, Künstler, aber auch leuchtend farbige Blumen-Stillleben. Triptychon über Frauen der Weltgeschichte blieb unvollendet.

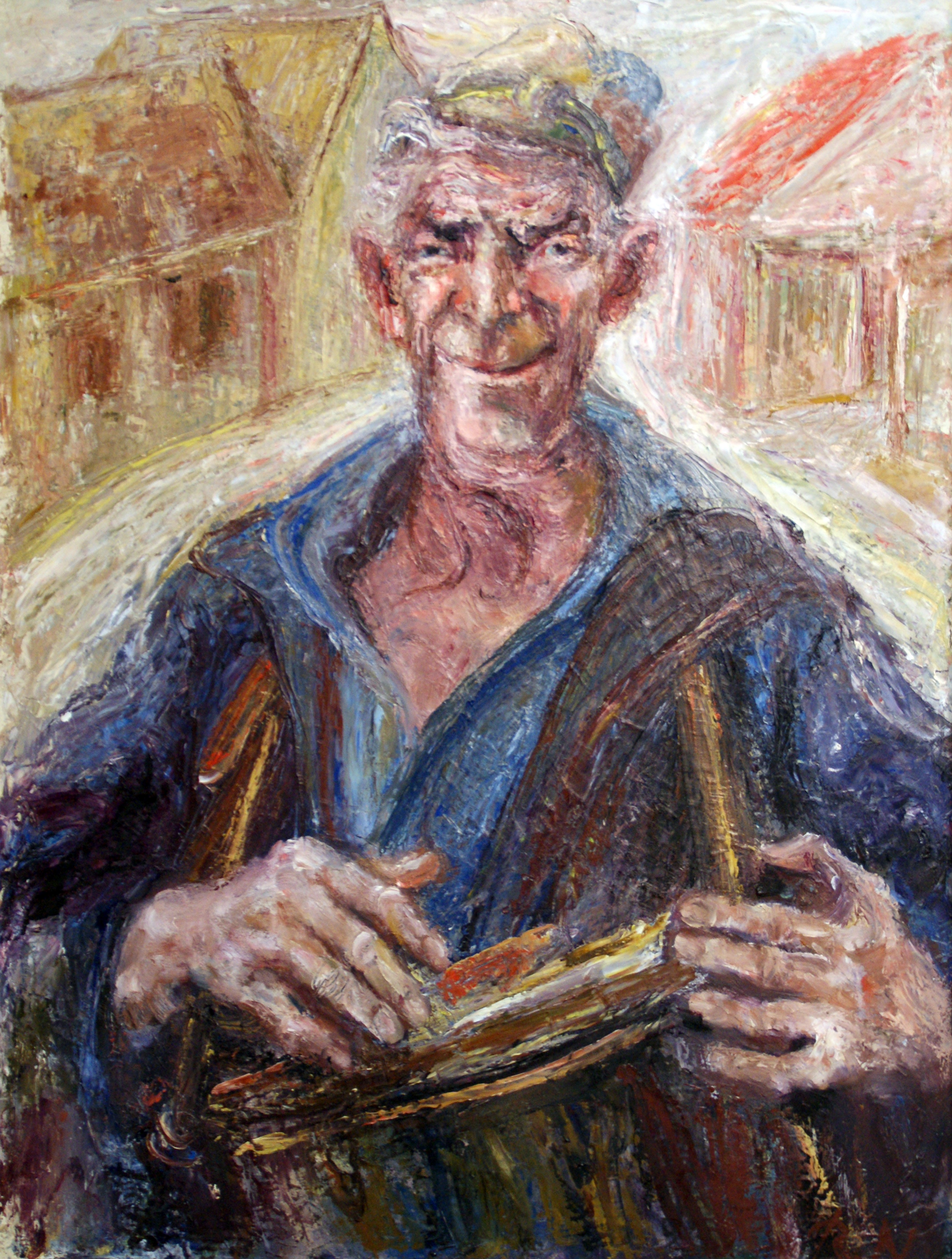
Landbriefträger in Kolberg, Öl, 1974

## Werke
- 2002 begonnen: „Frauen“, Triptychon, unvollendet, im Besitz der Familie
- 1988: „Verkauf der Kinder“, Öl
- 1985: „Jan Koplowitz und Frau“, 1985, Öl auf Hartfaser, 90 × 86 cm (Kunstarchiv Beeskow in der Burg Beeskow)
- 1985: „Hedda Zinner“, 1985, Öl auf Hartfaser, 91 × 73 cm (Kunstarchiv Beeskow)
- 1981: „Geiger (Abschied von der Moldau)“, Öl
- 1975–1977: „Rehabilitation der Querschnittsgelähmten“, Öl, Auftragsarbeit als Wandbild für das Klinikum Buch; (Kunstarchiv Beeskow)
- 1974: „Landbriefträger“, 1974, Öl auf Hartfaser, 90 × 70 cm (Kunstarchiv Beeskow)
- 1965: „Kommet her zu mir …“ Altar-Triptychon, Öl, Evangelische Dorfkirche in Selchow/Mark (Storkow)
- 1971: „Arbeiterveteranin Helene G.“, 1971, Öl auf Hartfaser, 90 × 70 cm (Kunstarchiv Beeskow)[1]
- 1971: „Sozialistische Brigade der LPG Großziethen“, Öl, VII. Kunstausstellung der DDR 1972[2]
- 1962: „Hafen-Bild“, Öl, ca. 200 × 400 cm, Binnenhafen Königs Wusterhausen

## Ausstellungen
- 2011: Berlin, Abgeordnetenhaus 26. Januar 2011 – 11. März 2011: „Porträts aus dem Kunstarchiv Beeskow“ mit „Landbriefträger“ von 1974 vertreten
- 2009: Burg Beeskow, 19. Oktober 2009 – 20. Juni 2010: „Helden auf Zeit. Porträts aus Kunstarchiv Beeskow“ („Landbriefträger“ 1974)
- 2008: Landkreis Dahme-Spreewald, Lübben, Vertikale-Galerie, 12. Februar 2008 bis 16. April 2008 „Porträts“, Lebenswerkausstellung zum 95. Geburtstag
- 2007: Landgalerie Mark Brandenburg e. V., Jacobsdorf-Petersdorf: 30. Juni 2007 bis 20. August 2007: „Renate Niethammer“
- 2005: Burg Beeskow, 23. Oktober 2005 – 29. Januar 2006: „Ein weites Feld. Landwirtschaft in der Malerei der DDR“ („Landbriefträger“ von 1974)
- 2004: Burg Beeskow, 14. Dezember 2003 – 16. Mai 2004: „Offenes Depot 2. Teil. Künstler aus Ostbrandenburg zwischen gestern und heute“ („Landbriefträger“ von 1974)
- 1996: GEDOK Brandenburg, Klubhaus Rangsdorf: 28. Januar 1996 – 26. Februar 1996: „Malerei und Zeichnungen“[3]
- 1985: Potsdam, Bezirkskunstausstellung
- 1979: Erfurt („Spektrum. Bildende Künstler der DDR an der Hochschule für Baukunst und Bildende Künste Weimar 1946–1951“)
- 1978: Bukarest, Kunstausstellung der DDR.
- 1977 und 1979: Berlin, Bezirkskunstausstellungen
- 1972: Dresden, VII. Kunstausstellung der DDR
- 1971: Berlin, Altes Museum („Das Antlitz der Arbeiterklasse in der bildenden Kunst der DDR“)